# Oxytropis chiliophylla
Espèce
Oxytropis chiliophylla est une espèce de plantes à fleurs de la famille des Fabaceae. C'est une plante herbacée.